# Relazioni bilaterali tra Egitto e Corea del Nord
Le relazioni tra Egitto e Corea del Nord si riferiscono alle relazioni bilaterali tra l'Egitto e la Corea del Nord. L'Egitto ha un'ambasciata a Pyongyang mentre la Corea del Nord ha un'ambasciata al Cairo.